# Czarny Protest

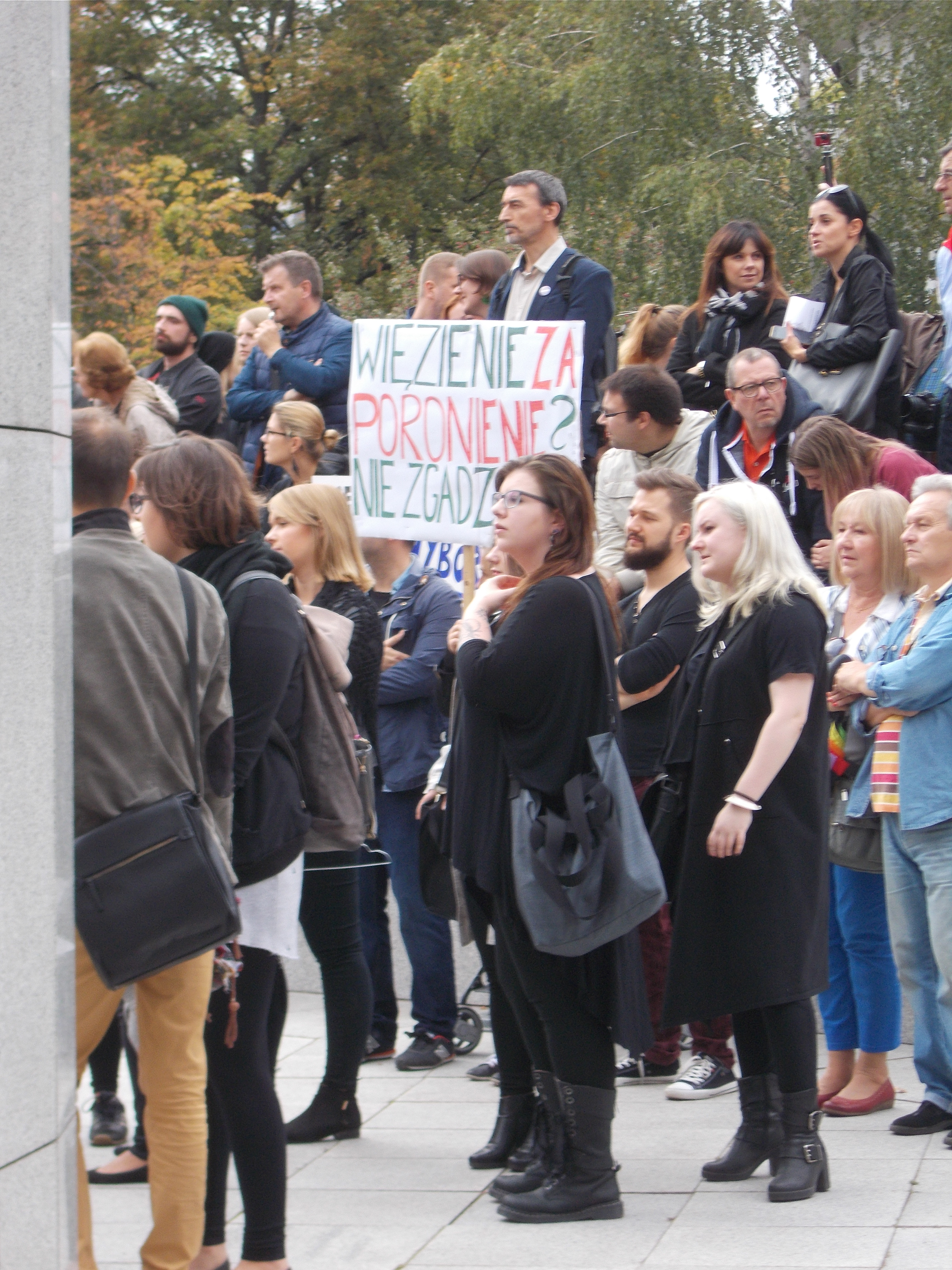
Czarny Protest in Warschau

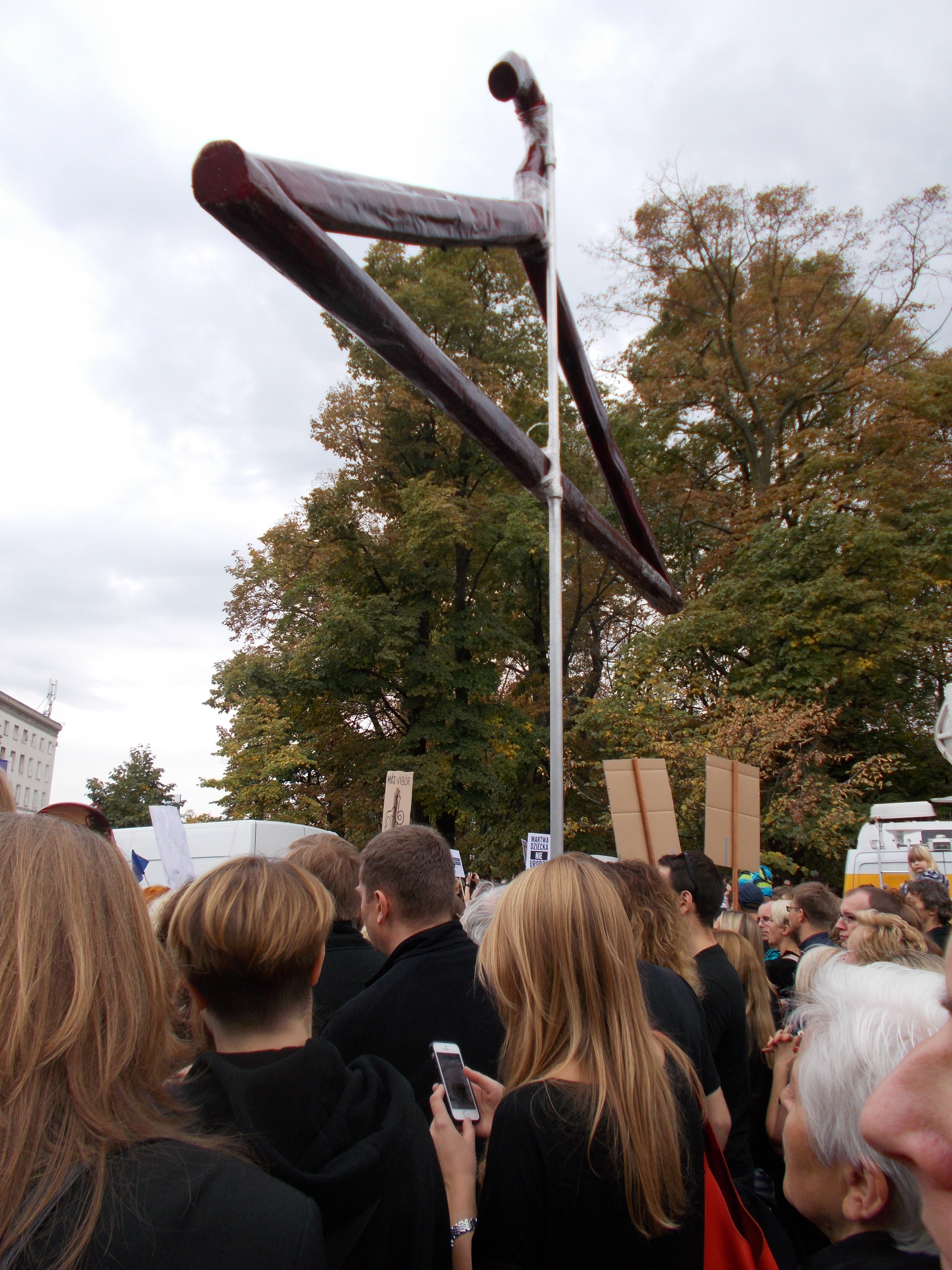
Kleiderbügel als Erinnerung an die gefährlichen illegalen Abtreibungen

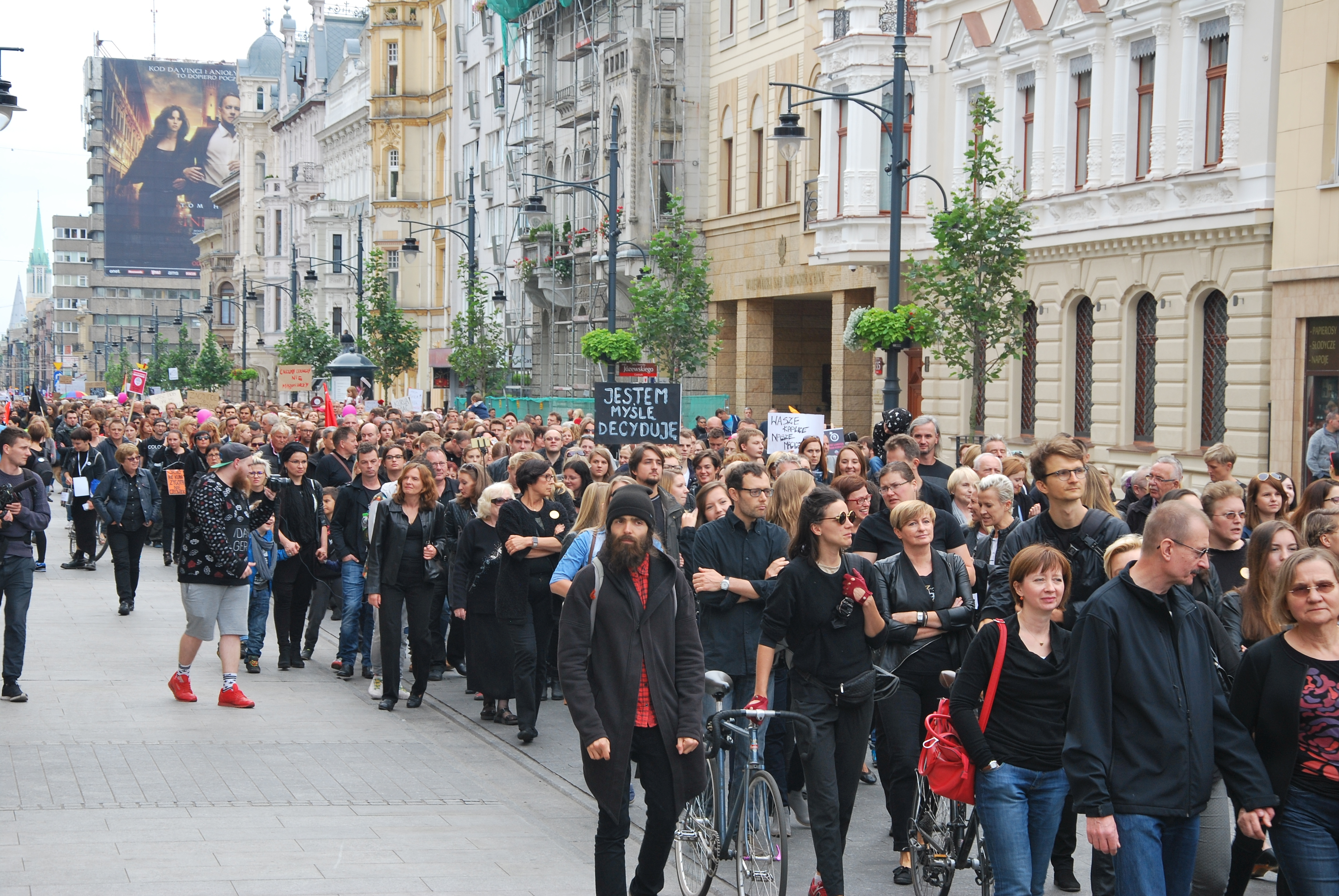
Demonstration in Łódź

Der Czarny Protest (deutsch: „Schwarzer Protest“) war eine Protestbewegung in Polen, bei der sich im Jahr 2016 Frauen gegen eine Verschärfung der Gesetze zur Abtreibung engagierten. Sie veranstalten Großdemonstrationen mit zehntausenden Teilnehmenden. Viele trugen zum Motto passend schwarze Kleidung. Das umstrittene Gesetzesprojekt sollte Abtreibung in Polen grundsätzlich verbieten und unter Haftstrafe stellen. Ärzte sollten die Schwangerschaft auch dann nicht abbrechen dürfen, wenn sie auf eine Vergewaltigung folgte oder die Gesundheit der werdenden Mutter gefährdete. Durchgeführt wurde die Protestaktion von der Organisation Allpolnischer Frauenstreik (polnisch Ogólnopolski Strajk Kobiet).

## Hintergrund
Am 23. September 2016 genehmigte der Sejm in erster Lesung einen von der Volksinitiative „Stop Aborcji“ (dt.: „Stoppt Abtreibungen“) formulierten Gesetzesentwurf, der alle Abtreibungen unter Strafe stellte. Der Entwurf sah bis zu fünf Jahre Haft für schwangere Frauen vor, die abtreiben lassen. Als einzige Ausnahme sollte ein Schwangerschaftsabbruch gestattet werden, wenn die werdende Mutter sich nachweislich in Lebensgefahr befinden würde, falls sie das Kind austrug. Das Vorhaben wurde zunächst von der zu dem Zeitpunkt regierenden Partei Recht und Gerechtigkeit (PiS) unterstützt. Das Abtreibungsgesetz in Polen ist strenger als in allen anderen europäischen Ländern: Legal ist eine Abtreibung nur dann, wenn die Gesundheit oder das Leben der Frau gefährdet ist, wenn die Schwangerschaft das Ergebnis einer Straftat ist oder wenn eine schwere Behinderung des Fötus diagnostiziert wurde. Polnische Frauenrechtsorganisationen gehen von rund 200.000 illegalen Abtreibungen pro Jahr aus, die oft sehr gefährlich für die betroffenen Frauen waren.

## Proteste

### Demonstrationen
Am Wochenende und am Montag nach der Sejm-Sitzung demonstrierten zehntausende Menschen in Polen, aber auch in anderen europäischen Ländern, gegen das Gesetz. In Warschau versammelten sich mindestens 22.000 Menschen, die zu großen Teilen schwarze Kleidung trugen, bei einer Demonstration. Auch in Breslau, Krakau, Posen, Łódź, Słubice und Stettin fanden Großdemonstrationen statt. Aus Solidarität mit den polnischen Frauen gab es auch in Berlin, Paris und Brüssel Kundgebungen und Demonstrationen, in Berlin nahmen 700 Personen daran teil. Die Fraktion der Sozialdemokraten im EU-Parlament versammelte sich in Straßburg, um die Proteste zu unterstützen. Zu den Mitorganisatorinnen der Proteste gehörten die Politikerinnen Agnieszka Dziemianowicz-Bąk und Barbara Nowacka.

### Online-Aktivitäten
In sozialen Netzwerken im Internet formierte sich ebenfalls der Protest: Unter den Hashtags #CzarnyProtest und #BlackMonday („Schwarzer Montag“) wurden Tausende Tweets (öffentlich sichtbare Statements bei Twitter) und Facebookpostings gegen das Gesetz verbreitet. 200.000 Bürgerinnen unterzeichneten eine Online-Petition, die das polnische Komitee „Rettet die Frauen“ (polnisch: „Ratujmy Kobiety“) initiiert hatte. Darin wurde gefordert, Schwangerschaftsabbrüche bis zur zwölften Woche zu legalisieren und die Sexualerziehung, den Zugang zu Verhütungsmitteln und zu Notverhütung (umgangssprachlich: „Pille danach“) zu verbessern. Außerdem wurde gefordert, dass die Möglichkeiten eingeschränkt würden, dass Ärzte sich auf eine sogenannte „Gewissensklausel“ berufen können, die es ihnen zum Beispiel erlaubt, Rezepte für Verhütungsmittel zu verweigern. Die Rechte schwangerer Minderjähriger sollten gestärkt werden, um ihnen bei einer unerwünschten Schwangerschaft die Entscheidungsfreiheit zu geben.

## Entscheidung im Parlament
Am 6. Oktober 2016 lehnte der Sejm mit großer Mehrheit eine Verschärfung des Abtreibungsgesetzes ab. 352 Abgeordnete stimmten in zweiter Lesung gegen das fast totale Verbot von Schwangerschaftsabbrüchen, 58 dafür. 18 Parlamentarier enthielten sich. In der Abstimmung stellten sich auch viele PiS-Abgeordnete gegen die Gesetzesänderung. Die Partei hielt zu dem Zeitpunkt die absolute Mehrheit im Parlament. Zuvor hatte Bildungs- und Wissenschaftsminister Jarosław Gowin gesagt, dass die Regierung ihre Position überdenken werde. Dazu hätten die Proteste von Zehntausenden geführt. Die Zeitung Gazeta Wyborcza berichtete unter Berufung auf Parteikreise, die PiS-Partei wolle angesichts der Massenproteste nicht riskieren, bei den Wahlen 2019 abgewählt zu werden.